# アルコーン郡 (ミシシッピ州)

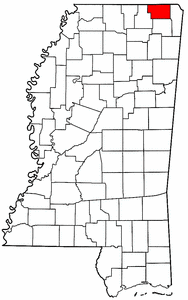
ミシシッピ州内の位置

アルコーン郡（Alcorn County）は、アメリカ合衆国ミシシッピ州の郡である。人口は3万4740人（2020年）。19世紀半ばの著名な政治家であり、ミシシッピ州知事などを務めたジェームズ・アルコーンの名を取って命名された。郡庁所在地は、コリンスである。

## 地理
アメリカ合衆国統計局によると、この郡は総面積1,039 km2 (401 mi2) である。このうち1,036 km2 (400 mi2) が陸地で4 km2 (1 mi2) が水地域である。総面積の0.36%が水地域となっている。

## 人口動勢
2000年現在の国勢調査で、この郡は人口34,558人、14,224世帯、及び9,914家族が暮らしている。人口密度は33/km2 (86/mi2) である。15/km2 (40/mi2) の平均的な密度に15,818軒の住宅が建っている。この郡の人種的な構成は白人 87.37%、アフリカン・アメリカン11.07%、先住民0.10%、アジア0.21%、太平洋諸島系0.06%、その他の人種0.59%、及び混血0.60%である。この人口の1.28%はヒスパニックまたはラテン系である。
14,224世帯のうち、30.90%が18歳未満の子供と一緒に生活しており、54.50%は夫婦で生活している。11.50%は未婚の女性が世帯主であり、30.30%は家族以外の住人と同居している。27.60%は独身の居住者が住んでおり、11.90%は65歳以上で独居である。1世帯の平均人数は2.39人であり、家庭の場合は、2.91人である。
この郡内の住民は23.90%が18歳未満の未成年、18歳以上24歳以下が9.10%、25歳以上44歳以下が27.90%、45歳以上64歳以下が24.40%、及び65歳以上が14.80%にわたっている。中央値年齢は38歳である。女性100人ごとに対して男性は93.90人である。18歳以上の女性100人ごとに対して男性は89.60人である。
この郡の世帯ごとの平均的な収入は29,041米ドルであり、家族ごとの平均的な収入は36,899米ドルである。男性は29,752米ドルに対して女性は20,583米ドルの平均的な収入がある。この郡の一人当たりの収入 (per capita income) は15,418米ドルである。人口の16.60%及び家族の13.10%は貧困線以下である。全人口のうち18歳未満の18.60%及び65歳以上の22.60%は貧困線以下の生活を送っている。

## 都市および町
- コリンス (Corinth)
- ファーミントン (Farmington)
- グレン (Glen)
- コスース (Kossuth)
- リエンツィ (Rienzi)